# WEFUNK Radio
WEFUNK Radio（ウィファンク レディオ）はカナダのモントリオールにあるマギル大学のCKUT 90.3から週1回放送されているラジオ番組である。1996年に放送開始した。
番組は通常 Professor Groove と DJ Static の2人による、オールドスクールからニュースクールのファンク、ソウル、R&B、ラップの調和されたミックスと軽いトークで構成されている。
WeFunkは1998年に インターネットラジオ放送に広がり、今では最も古くから続いているインターネットラジオ放送である。2001年にAppleがiTunesに抜擢した事により、より多くのリスナーへと広がった。

## 番組内容
毎週金曜の深夜0時より2時間、WEFUNK Radioはトレードマークとなっている元ネタ不明のイントロでProfessor Grooveのライムと共に始まる。Professor Groove は Funk、DJ Staticはラップ（ヒップホップ）を担当し、一回の番組は20分から30分の4-6セットに分けられている事が多い。
番組の開始と終わりに2回トークがあり、通常バックグラウンドの曲の長さだけ続けられる。内容はモントリオールのローカル音楽シーンやショー告知、CKUTのニュースなどについてが主である。時々ゲストを迎える事もあり、Butta Beats (rapper/beatboxing)、Tony Ezzy (singer)、 Rawgged (rapper/beatboxing)、Rawsoul (DJ)等の「WeFunkファミリー」によるパフォーマンスや、インタビュー、リアルタイムでのラップ、フリースタイル、ビートボキシングが行われる。又、 Marva Whitney、Kool Herc、Sharon Jones、Miles Tackett、 Show and AGのAG、X-Clan、Big Daddy Kane等の音楽界の人物へのインタビュー等も行われた。
WEFUNKのもう一つの重要なカルチャーが「サンプル・モーメント（サンプルで使われた曲同士が重なる瞬間）」である。2つのジャンルが密接にプレイされ、サンプル・ブレークのマッシュアップによりビートが作られていく中で、両DJが関連した曲によりセットを開始・終了する事が時々ある。これは偶然によるもので、毎回起こるものではない。片方のDJがプレイした時に、もう一人がレコードバッグに入っているサンプルに使われている曲や使っている曲を思い出す事もある。「サンプル・モーメント」はアーカイブに表記されるが、隠れているものもある。
WEFUNKのウェブサイトはProfessor Grooveによって何年もの間運営されており、ショーのインターネット放送やShoutcastラジオ放送を提供している。WEFUNKのウェブサイトでは2001年のshow168からほとんどのショーが聞けるようになっている。
2007年、WEFUNKは1万人以上のレギュラー・リスナーを持つにいたった。コミュニティラジオにルーツを置く事を変えず、 DIY、商業目的ではなく音楽を愛する心で運営し無広告の倫理を貫いている。また古くからのリスナーによるウェブホスティングへの貢献は、新たにリスナーが増えて行く事を支えている。

## 経営
WEFUNKの属するCKUTは無広告なので、リスナーからの募金によって支えられており、毎年の募金キャンペーンは局の運営を支えて行く上でとても重要な行事となっている。

## ショー・アーカイブ
1998年よりWEFUNKはインターネット放送用に録音され、公開されている。それぞれの番組には、インタビューやフリースタイルセッションを含めたプレイリストが添えられている。番組はリアルタイムでアーカイブに追加されるのではなく、通常2–3週間遅れでアップロードされる。
2002年以前は曲目はがいつも記載されている訳ではなかった為、かなりの数がショーがプレイリストなしだったり、制限されたものだったりしている。Johnathan James がWEFUNKのプレイリスト計画を始め、沢山の曲を含め識別されていなかったショーの分へも波及した。まだ識別されていない曲もある一方で、現在すべてのショーにはプレイリストが作られており、数少ない曲のみが未記載である。